# 용경협

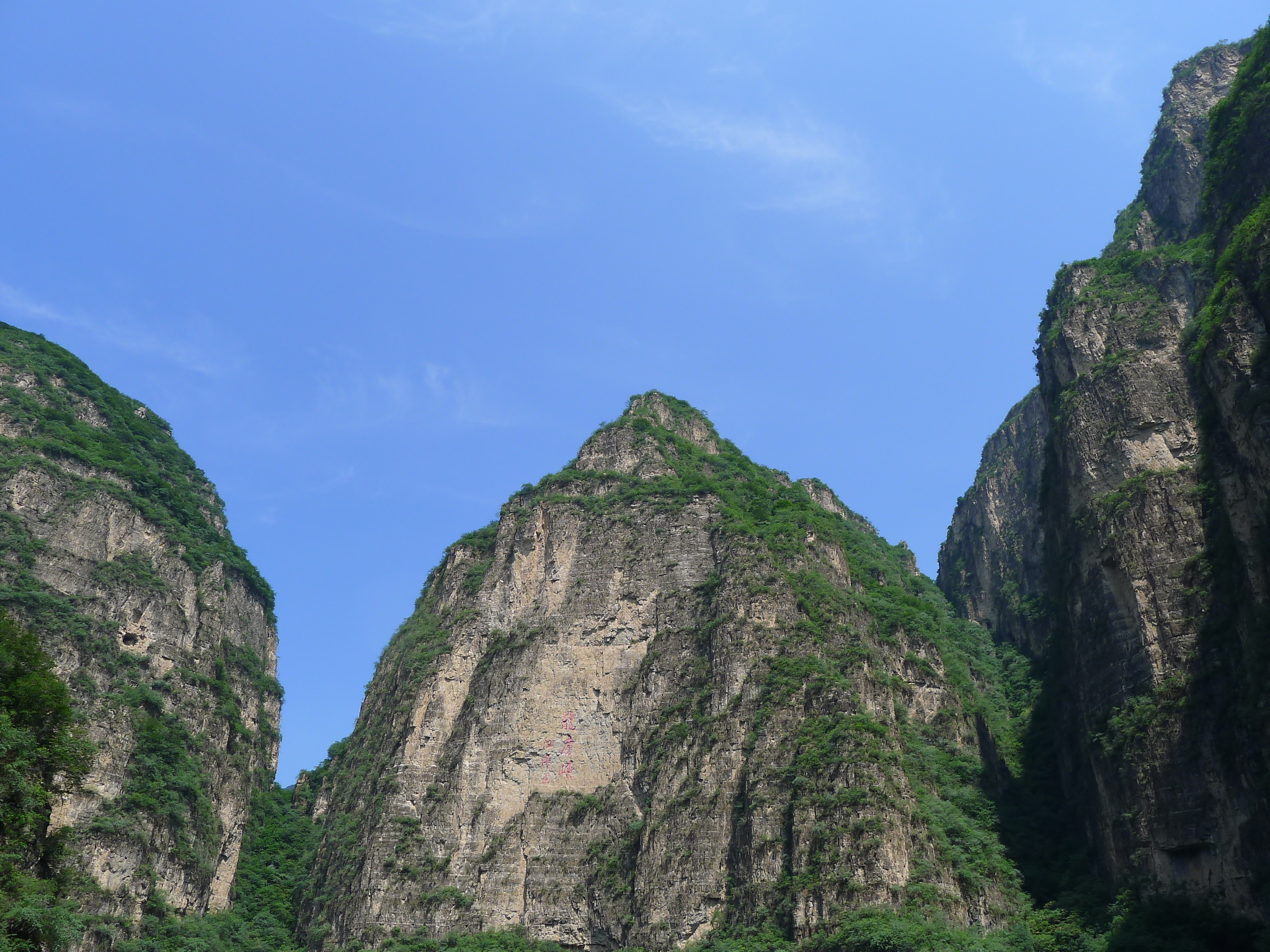
용경협의 기암절벽

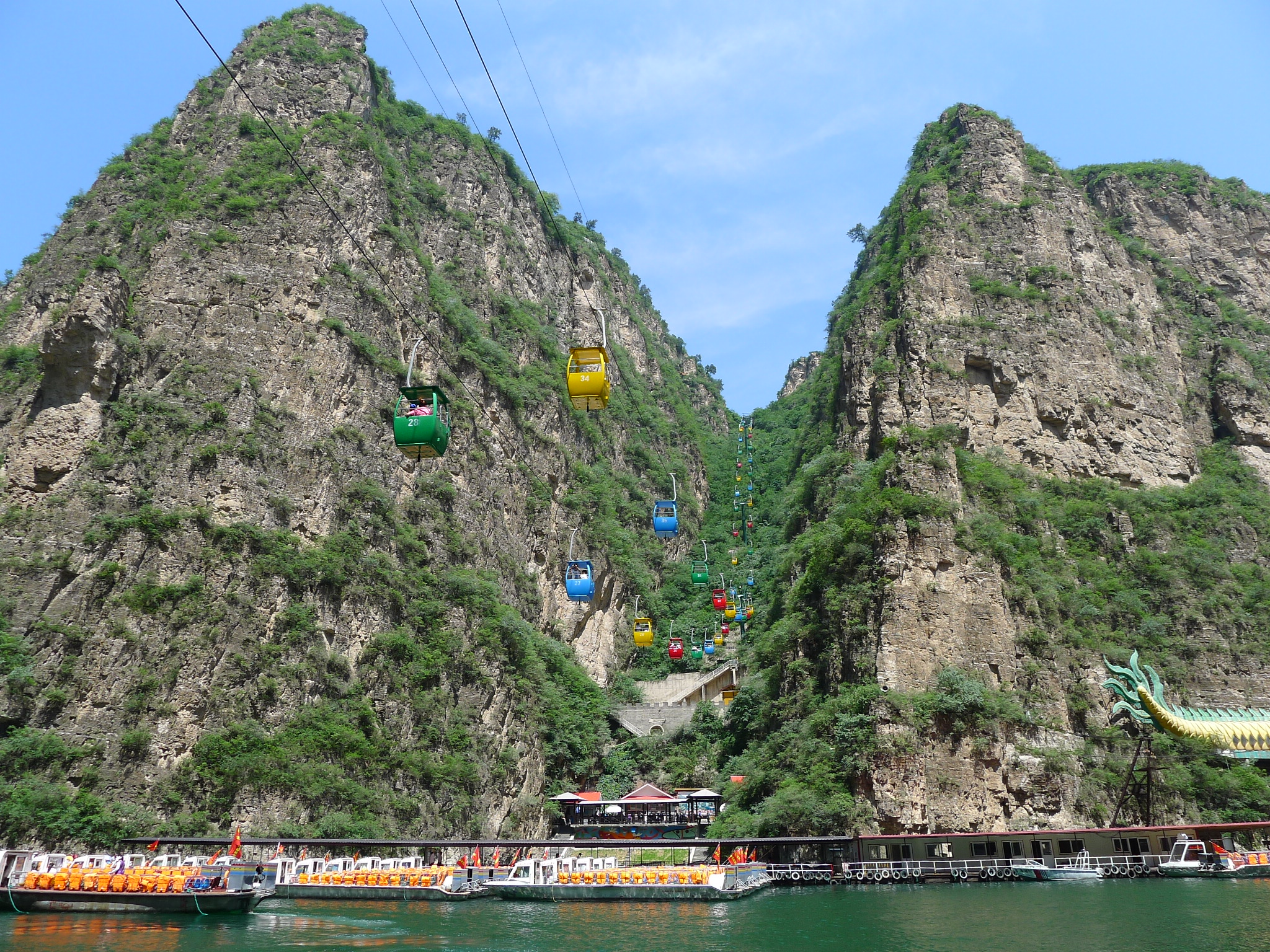
용경협의 케이블카와 유람선

용경협(중국어 간체자: 龙庆峡, 정체자: 龍慶峽)은 중국 베이징 북서부 옌칭구 구현진에 있는 협곡의 이름이다. 계곡의 모양이 마치 '용'과 같다고 하여 용경협이라는 이름이 붙었다. 1973년 중화인민공화국 장쩌민 주석이 용경협을 둘러본 뒤 특별 지시를 내려 계곡에 댐을 짓고 인공 호수를 만든 뒤 배를 띄워 관광을 할 수 있도록 했다. 베이징에서 자동차로 1시간 30분 정도 거리에 위치해 있다. 댐의 아랫부분에서 댐 위로 올라가기 위해서 용 모양의 에스컬레이터를 여러 번 갈아타야 한다. 곳곳에 중국어와 한국어로 된 관광 안내판이 설치되어 있다. 유람선을 타고 강의 상류까지 올라갔다가 다시 하류로 돌아내려온다. 깎은 듯한 기암절벽에서 번지점프를 즐길 수 있다. 강물의 색깔은 파란색이 아니라 짙은 초록색이다. 겨울에는 영하 20도까지 온도가 떨어지며 빙등축제가 열린다. 용경협 근처에 만리장성 팔달령 구간이 있다.